# Chittaranjan
Chittaranjan är en ort i Indien.   Den ligger i distriktet Barddhamān och delstaten Västbengalen, i den östra delen av landet, 1 100 km sydost om huvudstaden New Delhi. Chittaranjan ligger 157 meter över havet och antalet invånare är 45 305.
Terrängen runt Chittaranjan är platt, och sluttar österut. Runt Chittaranjan är det tätbefolkat, med 709 invånare per kvadratkilometer. Närmaste större samhälle är Kulti, 15,1 km söder om Chittaranjan. I omgivningarna runt Chittaranjan växer huvudsakligen savannskog.